# Charlotte Bjornbak
Charlotte Bjornbak ist eine dänische Schauspielerin und Filmschaffende.

## Leben
Bjornbak wurde in Dänemark geboren und wuchs dort auf. Ihr Großvater befand sich während des Zweiten Weltkrieges in deutscher Kriegsgefangenschaft. Anfang des 21. Jahrhunderts zog sie in die USA. Sie spricht Dänisch, Deutsch, Englisch und Schwedisch sowie Französisch. Sie erhielt ihre Ausbildung an der Academy of Theatrical Combat. Von 2005 bis 2006 lernte sie Schauspiel an der New York Film Academy. Von 2011 bis 2012 vertiefte sie ihre Schauspielkenntnisse an der David Kagen's School of Film Acting.
2004 gab Bjornbak ihr Filmschauspieldebüt in einer Nebenrolle in der Filmproduktion The Hillz. 2006 folgten unter anderen Besetzungen in Kurzfilmen. Über verschiedene Rollen in Fernsehproduktionen und Kurzfilmen konnte sie sich als Schauspielerin in den USA etablieren. 2011 war sie in der Rolle der Renata in zwei Episoden der Fernsehserie Weeds – Kleine Deals unter Nachbarn zu sehen. 2020 wirkte sie als Darstellerin im Computerspiel Terror DTLA: Son of Sam mit. Für ihre Leistungen im Kurzfilm Captive aus dem Jahr 2022 wurde sie als beste Schauspielerin ausgezeichnet. Für den Kurzfilm verfasste sie außerdem das Drehbuch und war für die Produktion zuständig. Die Idee zum Film entstand während der Ausgangssperre in der COVID-19-Pandemie. 2023 stellte sie die Rolle der Lt. May im Mockbuster Transmorphers 2: Kriegsbestien-Mech dar.

## Filmografie (Auswahl)

### Schauspiel
- 2004: The Hillz
- 2006: Untold Stories of the ER (Fernsehdokuserie, Episode 4x18)
- 2006: Sara (Kurzfilm)
- 2006: Green Invasion (Kurzfilm)
- 2007: Final Approach – Im Angesicht des Terrors (Final Approach, Fernsehfilm)
- 2007: Cattle Call (Kurzfilm)
- 2008: Knight Rider (Fernsehserie, Episode 1x10)
- 2008: Shrinking Characters (Kurzfilm)
- 2009: Big Love (Fernsehserie, Episode 3x01)
- 2009: The NoHo Show (Kurzfilm)
- 2010: Days of Light (Kurzfilm)
- 2010: Fake It Til You Make It (Fernsehserie, Episode 1x01)
- 2010: Camera Obscura
- 2010: Hole
- 2011: Weeds – Kleine Deals unter Nachbarn (Weeds, Fernsehserie, 2 Episoden)
- 2014: Cave Man (Kurzfilm)
- 2016: True Nightmares (Fernsehserie, 1 Episode)
- 2017: 1 Buck
- 2017: Criminal Minds (Fernsehserie, Episode 12x10)
- 2017: Delilah (Kurzfilm)
- 2017: Protectress (Kurzfilm)
- 2018: Cannibal Corpse Killers
- 2018: Vandecomo (Kurzfilm)
- 2018: Powerpuff Girls: The Long Way Back (Kurzfilm)
- 2018: The Devil’s Fire (Kurzfilm)
- 2019: Remedy (Kurzfilm)
- 2020: The Bunker: Aftermath (Fernsehfilm)
- 2020: Hunt or be Hunted (Kurzfilm)
- 2020: Jane Doe (Kurzfilm)
- 2021: Baphomet
- 2022: Captive (Kurzfilm)
- 2023: Transmorphers 2: Kriegsbestien-Mech (Transmorphers: Mech Beasts)

### Produktion
- 2008: Shrinking Characters (Kurzfilm)
- 2010: Days of Light (Kurzfilm)
- 2022: Captive (Kurzfilm; auch Drehbuch)